# Волд, Херман
Херман Оле Андреас Волд (швед. Herman Ole Andreas Wold; 25 декабря 1908, Шиен, Норвегия — 16 февраля 1992) — шведский экономист и статистик норвежского происхождения.

## Биография
Родился в 1908 году, в 1912 году семья переехала в Швецию. Учился в Стокгольмском университете. Преподавал в университете Упсалы (1942—1970) и Гётеборгском университете (1970—1975).
Установил теорему Волда о представлении слабо стационарного временного ряда скользящим средним бесконечного порядка. Является одним из авторов теоремы Крамера — Волда.
Член комитета мемориальной премии Нобеля в области экономики с 1969 по 1980 годы.

## Основные произведения
- «Анализ спроса: эконометрическое исследование» (Demand Analysis: A Study in Econometrics, 1953, в соавторстве с Л. Юреном); Juréen, Lars
- «Причинность и эконометрика» (Causality and Econometrics, 1954);